# Qualificazioni al campionato mondiale femminile di calcio 2011 - UEFA - Fase a gironi, gruppo 7
Il gruppo 7 della sezione UEFA della qualificazioni al campionato mondiale femminile di calcio 2011 è composto da cinque squadre: Armenia, Finlandia, Italia, Portogallo e Slovenia.

## Formula
Le cinque squadre si affrontano in un girone all'italiana con partite di andata e ritorno, per un totale di 10 partite. La squadra prima classificata si qualifica direttamente alla fase finale del torneo, mentre la seconda classificata accede ai play-off qualificazione solamente se è tra le prime quattro tra le seconde classificate dei sette gruppi di qualificazione.
In caso di parità di punti tra due o più squadre di uno stesso gruppo, le posizioni in classifica vengono determinate prendendo in considerazione, nell'ordine, i seguenti criteri:
1. maggiore numero di punti negli scontri diretti tra le squadre interessate (classifica avulsa);
2. migliore differenza reti negli scontri diretti tra le squadre interessate (classifica avulsa);
3. maggiore numero di reti segnate negli scontri diretti tra le squadre interessate (classifica avulsa);
4. maggiore numero di reti segnate in trasferta negli scontri diretti tra le squadre interessate (classifica avulsa), valido solo per il turno di qualificazione a gironi;
5. se, dopo aver applicato i criteri dall'1 al 4, ci sono squadre ancora in parità di punti, i criteri dall'1 al 4 si riapplicano alle sole squadre in questione. Se continua a persistere la parità, si procede con i criteri dal 6 all'11;
6. migliore differenza reti;
7. maggiore numero di reti segnate;
8. maggiore numero di reti segnate in trasferta (valido solo per il turno di qualificazione a gironi);
9. tiri di rigore se le due squadre sono a parità di punti al termine dell'ultima giornata (valido solo per il turno preliminare e solo per decidere la qualificazione al turno successivo);
10. classifica del fair play (cartellino rosso = 3 punti, cartellino giallo = 1 punto, espulsione per doppia ammonizione = 3 punti);
11. posizione del ranking UEFA o sorteggio.

## Classifica finale
| Pos | Squadra    | Pt | G | V | N | P | GF | GS | DR  |
| --- | ---------- | -- | - | - | - | - | -- | -- | --- |
| 1.  | Italia     | 22 | 8 | 7 | 1 | 0 | 38 | 3  | +35 |
| 2.  | Finlandia  | 19 | 8 | 6 | 1 | 1 | 25 | 6  | +19 |
| 3.  | Portogallo | 12 | 8 | 4 | 0 | 4 | 17 | 10 | +7  |
| 4.  | Slovenia   | 6  | 8 | 2 | 0 | 6 | 7  | 27 | −20 |
| 5.  | Armenia    | 0  | 8 | 0 | 0 | 8 | 1  | 42 | −41 |

## Risultati
| Arbitro: | Mihaela Gurdon Bašimamović |

|  |           |                                       |
|  | Marcatori | 1’, 40’ Talonen 78’ Saari 88’ Malaska |

| Arbitro: | Efthalia Mitsi |

|  |           |                                                                               |
|  | Marcatori | 3’, 13’, 41’ Conti 14’, 29’ Gabbiadini 40’ Carissimi 81’ Fuselli 90+3’ Panico |

| Arbitro: | Claudine Brohet |

|                 |           |  |
| Panico 45’, 65’ | Marcatori |  |

| Arbitro: | Rhona Daly |

|  |           |                                                                                   |
|  | Marcatori | 12’ Tona 25’, 83’ (rig.) Conti 29’, 68’ Gama 55’ Fuselli 70’ Schiavi 90+2’ Panico |

| Arbitro: | Esther Azzopardi |

|  |           |                                              |
|  | Marcatori | 61’ Österberg Kalmari 67’ Salmén 68’ Sjölund |

| Arbitro: | Natalia Aleksakhina |

|                        |           |                                                    |
| Mangasaryan 74’ (rig.) | Marcatori | 25’ Milenkovič 41’ Tibaut 54’, 75’ Zver 63’ Vrabel |

| Arbitro: | Alexandra Ihringova |

|  |           |           |
|  | Marcatori | 49’ Saari |

| Arbitro: | Anja Kunick |

|                                                                     |           |  |
| Österberg Kalmari 2’, 34’, 77’ Sjölund 19’, 38’, 83’ Rantanen 45+1’ | Marcatori |  |

| Arbitro: | Florence Guillemin |

|  |           |                                               |
|  | Marcatori | Borges 50’ Couto 68’ Matias 76’ Fernandes 77’ |

| Arbitro: | Zuzana Kováčová |

|                                                                              |           |  |
| Tona 1’ Conti 40’ Gabbiadini 50’, 80’ Panico 52’, 90+4’ Camporese 77’ (rig.) | Marcatori |  |

| Arbitro: | Monica Mularczyk |

|                |           |  |
| Milenkovič 56’ | Marcatori |  |

| Arbitro: | Floarea Babadac-Ionescu |

|            |           |                                   |
| Borges 41’ | Marcatori | 24’ Tona 43’ Panico 70’ Camporese |

| Arbitro: | Tanja Schett |

|                |           |                |
| Gabbiadini 18’ | Marcatori | 4’ Tiilikainen |

| Arbitro: | Paula Thörn |

|                                                                         |           |  |
| Fernandes 22’, 49’, 86’ Rebelo 27’ Neto 33’ Vieira 40’ (rig.) Costa 44’ | Marcatori |  |

| Arbitro: | Kateryna Monzul' |

|                                                      |           |               |
| Österberg Kalmari 28’, 44’ (rig.), 58’ Sällström 70’ | Marcatori | 22’ Fernandes |

| Arbitro: | Natalia Avdonchenko |

|                                                                                           |           |  |
| Gabbiadini 2’ Domenichetti 29’ Camporese 37’ (rig.) Golob 69’ (aut.) Conti 73’ Panico 78’ | Marcatori |  |

| Arbitro: | Bibiana Steinhaus |

|               |           |                                           |
| Sällström 49’ | Marcatori | 5’ Conti 66’ Gabbiadini 70’ (rig.) Parisi |

| Arbitro: | Mihaela Gurdon Bašimamović |

|                 |           |  |
| Inês Borges 46’ | Marcatori |  |

| Arbitro: | Ann-Helen Østervold |

|  |           |                                         |
|  | Marcatori | 31’, 64’ Dolores Silva 55’ Carole Costa |

| Arbitro: | Rhona Daly |

|                                            |           |          |
| Sällström 16’, 70’, 89’ Sjölund 79’ (rig.) | Marcatori | 27’ Zver |

## Statistiche

### Classifica marcatrici
8 reti
- Patrizia Panico

- Pamela Conti (1 rig.)

7 reti
- Laura Österberg Kalmari (1 rig.)

- Melania Gabbiadini

5 reti
- Annica Sjölund (1 rig.)

- Edite Fernandes

4 reti
- Linda Sällström

3 reti
- Elisa Camporese (2 rig.)

- Elisabetta Tona

- Mateja Zver

2 reti
- Maija Saari
- Sanna Talonen
- Silvia Fuselli

- Sara Gama
- Ana Borges
- Carole Costa

- Dolores Silva
- Anja Milenkovič

1 rete
- Kristine Mangasaryan (1 rig.)
- Sanna Malaska
- Anna-Kaisa Rantanen
- Tiina Salmén
- Heini Katariina Tiilikainen
- Marta Carissimi

- Giulia Domenichetti
- Alice Parisi (1 rig.)
- Viviana Schiavi
- Inês Borges
- Carla Couto
- Sónia Matias

- Cláudia Neto
- Sílvia Rebelo
- Sofia Vieira (1 rig.)
- Tjaša Tibaut
- Tanja Vrabel

Autoreti
- Natalija Golob (1 pro Italia)